# HD211617
HD211617 — хімічно пекулярна зоря спектрального класу A3, що має видиму зоряну величину в смузі V приблизно  8,6.
Вона  розташована на відстані близько 406,7 світлових років від Сонця.